# 长存湖

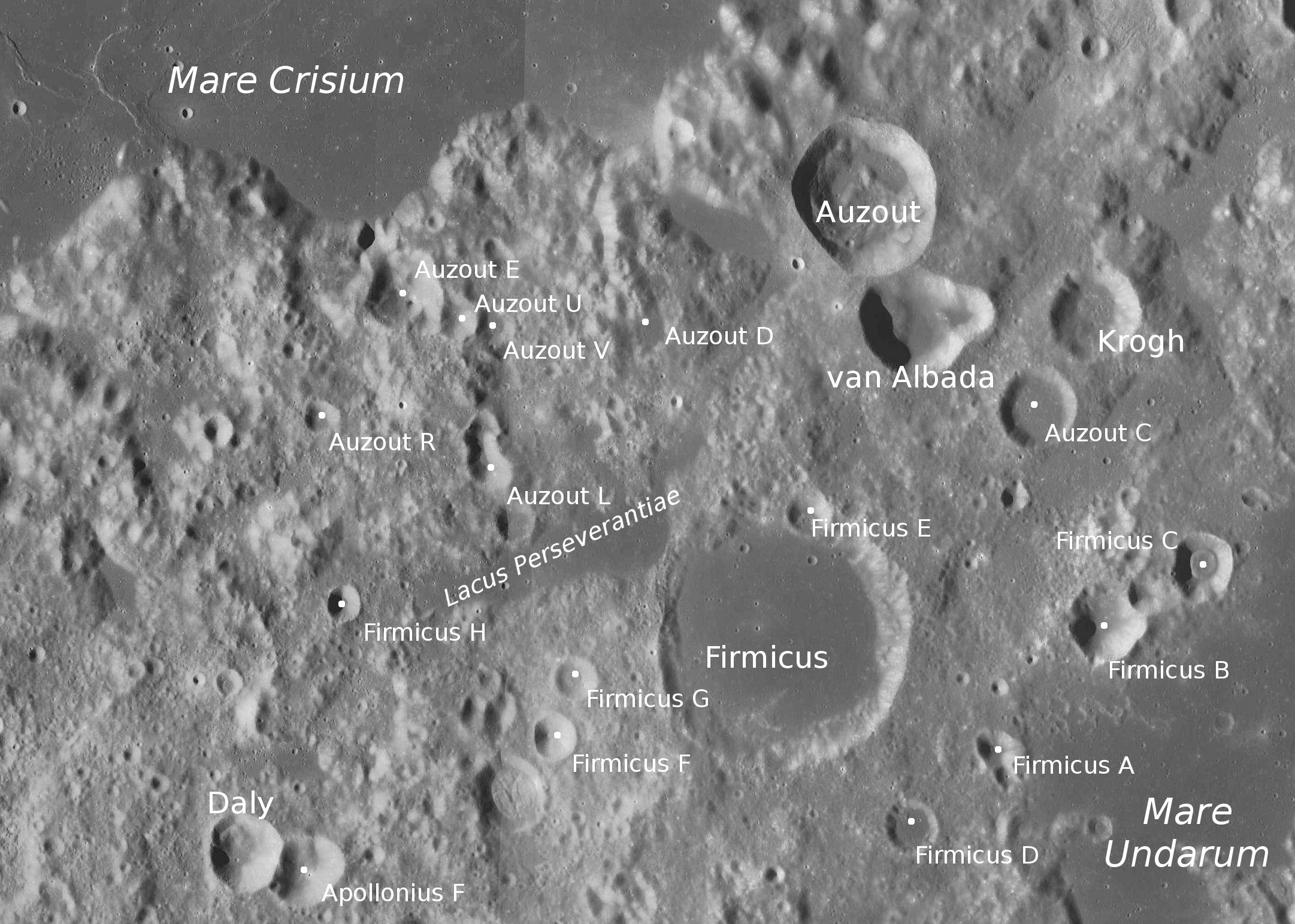
区域地形图

长存湖(拉丁文为"Lacus Perseverantia")是月球上的一座小月海，靠近危海南端，最大尺寸72公里。1979年国际天文学联合会正式接受了它的命名。

## 位置和附近特征
长存湖位于危海以南60-80公里处，处于危海盆地内靠外的区域，月湖中心的月面坐标为7°48′N 61°54′E / 7.8°N 61.9°E。东南与直径60公里，已被熔岩填塞的费尔米库斯陨石坑接壤，二者被一条宽仅7公里的地带分开，接下来西北方是奥祖陨石坑和范阿尔巴达陨石坑；西南方则坐落着戴里陨石坑和阿波罗尼奥斯陨石坑；此外，月湖四周还散布着费尔米库斯陨坑和奥祖陨坑的一些卫星坑。以上是截止2015年月湖大部分表面中已命名的特征。

## 描述
长存湖呈东北-西南向延伸，主要部分长约60公里，宽度由东到西为15至7公里不等；北端二条分支延伸长度为20公里，该湖最大尺寸有72公里。
在月湖中间横穿着一道朝向东北的山脊，山脊东部比西部略高；月湖中分布着一些小型(最多2公里)撞击坑，它们中最引人注目是出现有月球地幔特征的矿物
-橄榄石的存在。在月表上，它可能是由于小行星撞击或熔岩喷发而形成。
该月湖表面位于基准月面1.2-1.3公里以下(它的西北部月湾例外，这里的高度超出数百米)，较相邻被熔岩填塞的费尔米库斯陨石坑高0.6米，比邻近的危海高2.4公里。

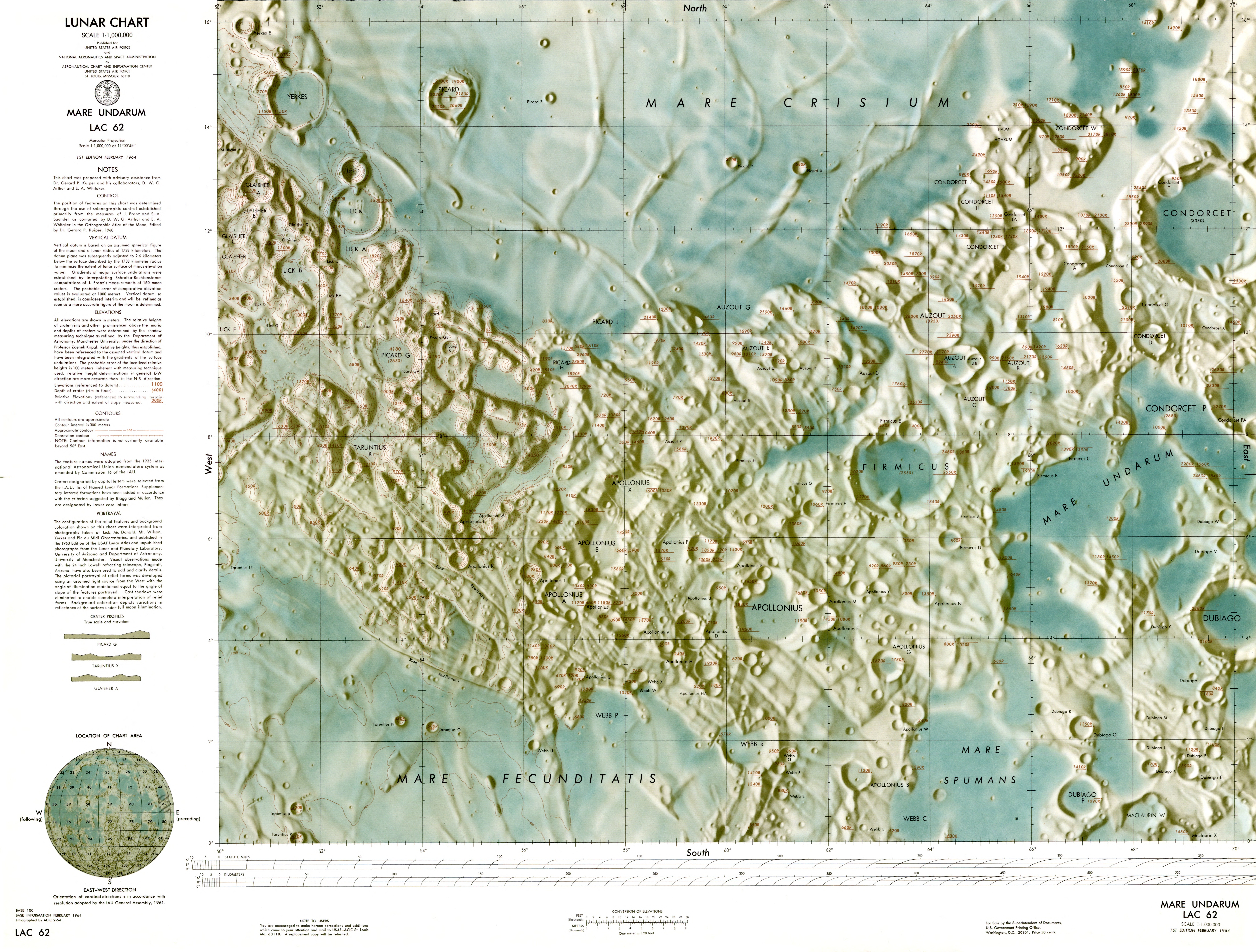
区域图(1965年)，长存湖中央附近。
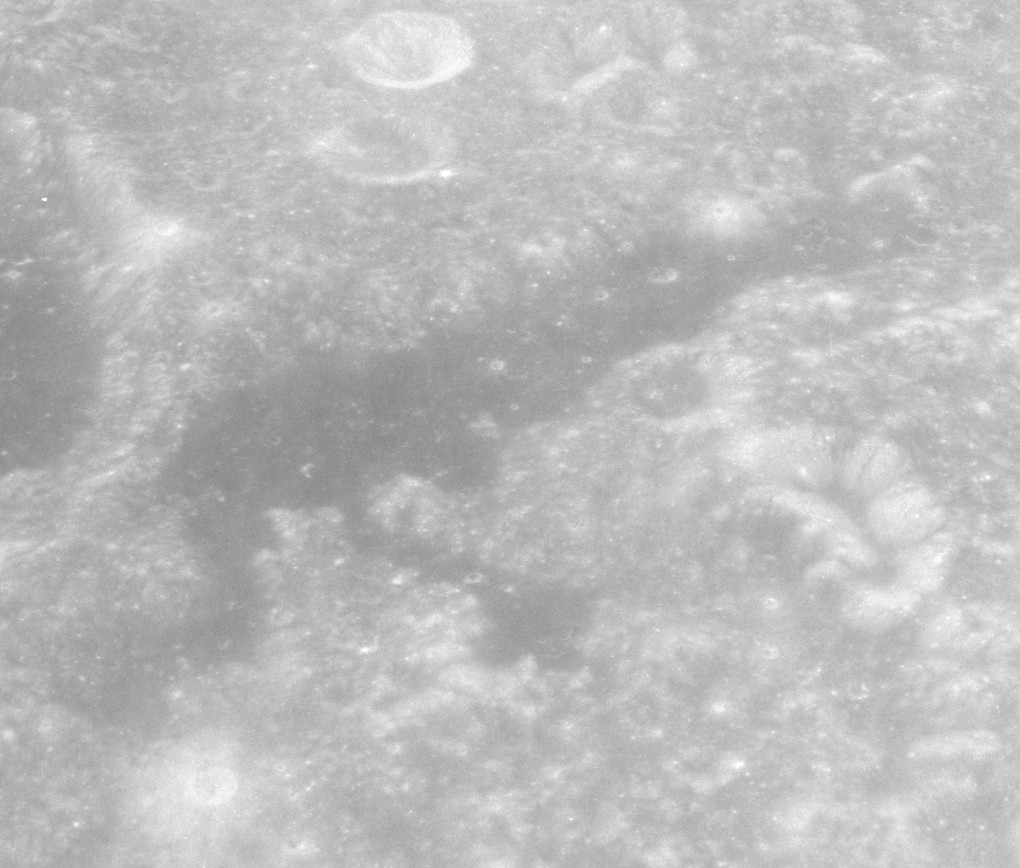
阿波罗17号拍摄的照片(1972年)，面向西南方。